# Ивановка (Чуйская область)
Ивановка (кирг. Ивановка) — село (в 1968—1993 — посёлок городского типа) в Кыргызстане, в Ысык-Атинском районе Чуйской области. Центр Ивановского аильного округа.
В селе расположена одноимённая железнодорожная станция на линии Бишкек — Балыкчы. Население — 16 052 жителя.

## История
С 24 июня 1942 года по 26 ноября 1959 года Ивановка была центром Ивановского района Фрунзенской области. После упразднения района село Ивановка вошло в Чуйский район.
23 декабря 1968 года Ивановка получила статус посёлка городского типа. 19 апреля 1977 года Ивановка стала центром новообразованного Иссык-Атинского района. 8 мая 1993 года пгт Ивановка преобразовали в село.
3 сентября 1998 года после объединения Ысык-Атинского и Кантского районов центр Ысык-Атинского района был перенесён из Ивановки в город Кант.

## Население
| 1970 | 1979   | 1989   | 1999   | 2009   | 2020  | 2022  |
| ---- | ------ | ------ | ------ | ------ | ----- | ----- |
| 9829 | 11 585 | 14 466 | 15 136 | 16 052 | 18038 | 17637 |